# Radzymin
Radzymin è un comune urbano-rurale polacco del distretto di Wołomin, nel voivodato della Masovia.
Ricopre una superficie di 130,93 km² e nel 2004 contava 18 813 abitanti.